# 그레타 반 플릿
그레타 반 플릿(Greta Van Fleet)은 미국의 록 밴드로 2012년 미시간주 프랑켄머스에서 결성되었고 세 명의 형제, 조시 키스카(보컬), 제이크 키스카(기타), 샘 키스카(베이스) 그리고 드러머 대니 와그너로 구성되어 있다. 2017년 3월 라바 레코드사와 계약을 맺고 한 달 후 데뷔 EP 《Black Smoke Rising》을 내놓았다. 데뷔 싱글로 나온 <Highway Tune>은 빌보드의 메인스트림 록 차트에서 2017년 9월에 톱으로 올라 연속 4주간을 머물렀다. 데뷔 EP의 네 곡과 함께 새로운 곡 네 개가 담겨있는 두 번째 EP 《From the Fires》는 2017년 11월 10일 싱글 <Safari Song>과 함께 발매되었다.
정규 데뷔 앨범 《Anthem of the Peaceful Army》은 2018년 10월 19일 발매되어 한 주 만에 빌보드 록 앨범 차트 1위에 올랐다. 싱글 <When the Curtain Falls>은 앨범보다 일찍 7월에 나왔고 미국 빌보드 메인스트림 록 차트에서 이들의 세 번째 1위 곡이 되었다. 이 앨범은 또한 빌보드 하드 록 차트와 빌보드 톱 앨범 세일 차트에서도 나온 지 1주 만에 톱을 차지했다.
EP 앨범 《From the Fires》로 2019년 그래미 어워드에서 최우수 록 앨범 상을 받았다.

## 역사

### 밴드 형성과 초기 시절 (2012-2015년)
그레타 반 플릿은 2012년 미시간주의 프랑켄머스에서 쌍동이 형제인 조시와 제이크 키스카와 동생 샘. 그리고 카일 하우크를 멤버로 결성되었다. 밴드 이름은 멤버 중 하나가 친척이 프랑켄머스에 거주하고 있는 그레트나 반 플릿이라는 이름을 말하는 것을 우연히 듣게 되면서였다. 이름을 약간 변형해서 사용하게 되었는데 이름의 주인공도 (차후에) 자신의 이름을 차용한 것에 대해 승인했다고 한다. 밴드 인터뷰에서 이들은 자신의 음악이 그녀의 취향에는 맞지 않았지만 그녀는 응원을 보냈고 이들의 재능이 매우 뛰어나다고 생각한다고 했다. 하우크가 드러머였을 시절 이들은 <Cloud Train>과 <Standing On> 두 곡을 녹음했다. 2013년 10월 하우크가 밴드를 떠난 이후 키즈카 형제들의 친구였던 대니 와그너가 드러머로 합류했다. <Highway Tune>의 기타 리프는 기타리스트인 제이크 키스카가 2010년 쯤에 만들었던 것이었는데 실제로 녹음한 것은 대니가 드러머로 들어온 이후였고 2017년 3월에 싱글로 발매되었다. 2014년 2월 28일 라이브 EP를 녹음했고 같은 해 6월 7일에 발매했다. 이들의 곡 <Standing On>은 2014년 쉐보레 이쿼녹스 자동차 선전에 삽입되어 디트로이트 지역 광고에 사용되었다.

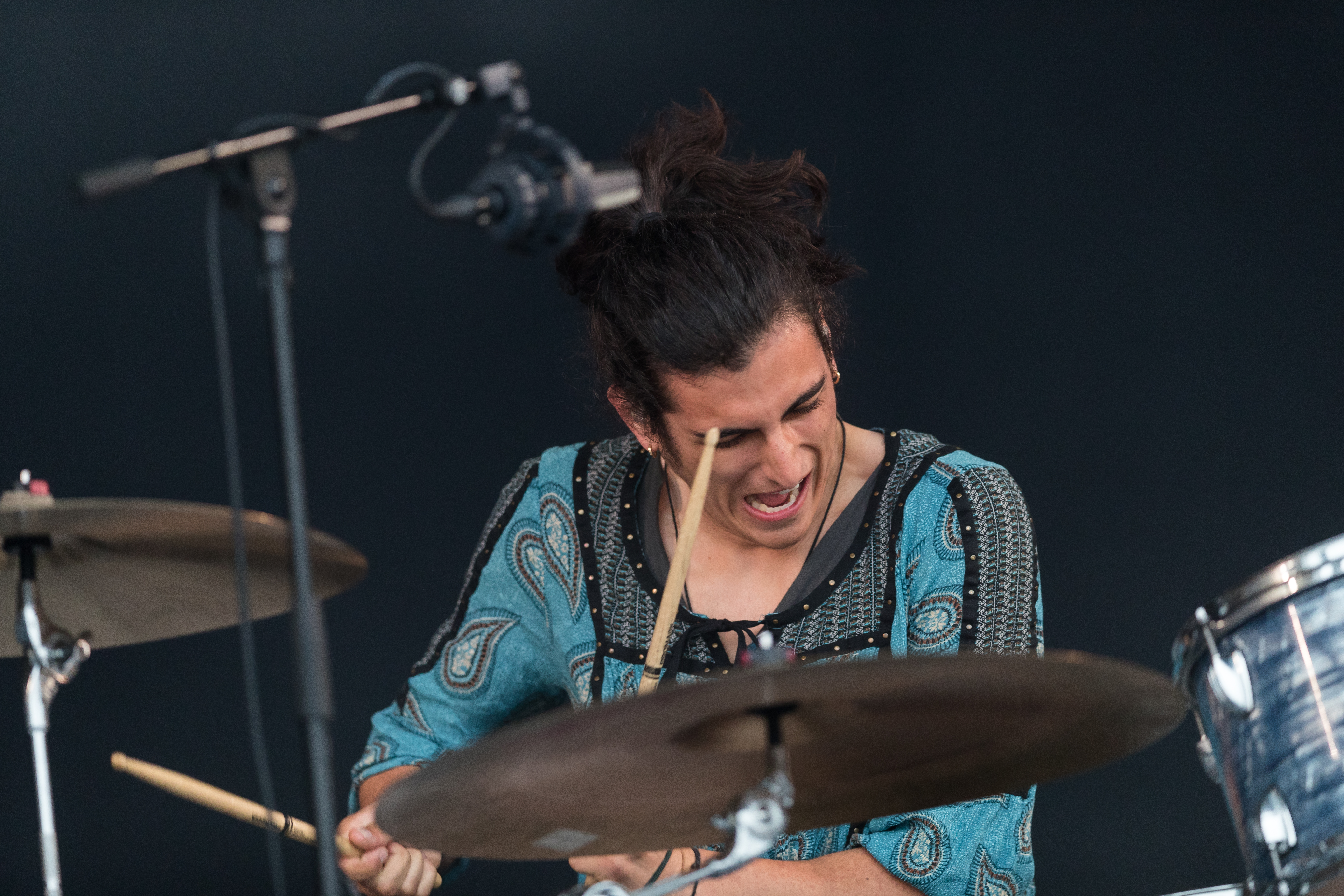
2018년 독일 뉘른베르크 록 임 파크에서 연주하는 대니 와그너

<Standing On>을 비롯하여 <By the Riverside>, <Cloud Train>, <Down to the River>, <Motown Funk No. 4>, <Sing in the Rain>, <Thunder Stomp>, <Written in Gold> 같은 곡들은 이전에 발매는 되었으나 현재는 구매할 수 없다.

### 《Black Smoke Rising》과 《From the Fires》 (2016-2017년)
2016년 1월 17일 쇼타임 쇼 <셰임리스>에서 이들의 곡 <Highway Tune>의 라이브 공연이 삽입되었다. 2017년 3월 31일 <Highway Tune>의 최종 녹음 버전이 아이튠즈에 발매되며 그레타 반 플릿의 첫 번째 공식 싱글이 되었고 4월 2일부터 아이튠즈에서는 이 곡을 스트리밍하기 시작했다. 4월 18일에는 이 곡의 뮤직비디오가 라우드와이어를 통해 독점으로 방영되었다. 그리고 4월 21일 데뷔 EP인 《Black Smoke Rising》이 발매되었고 같은 날 애플 뮤직에서는 그레타 반 플릿을 "이 주의 새 아티스트"에 올렸다. 그리고 스트러츠(The Struts)와 함께 5월에 투어 공연을 벌였다.
2017년 10월, 그레타 반 플릿은 라우드와이어 뮤직 어워드에서 최우수 신인 아티스트상을 받았고 11월 10일에 여덟 곡으로 구성된 더블 EP 《From the Fires》를 발매했다. 여기에는 이전에 발매된 EP 《Black Smoke Rising》의 네 곡에 더해 새 곡 <Edge of Darkness>와 <Talk on the Street>, 그리고 샘 쿡의 <A Change Is Gonna Come>, 페어포트 컨벤션의 <Meet on the Ledge> 리메이크 곡이 담겼다. 이 네 곡들은 2017년 9월 미시간 로얄 오크에 있는 러스트벨트 스튜디오에서 녹음되었고《Black Smoke Rising》에서 제작을 맡았던 알 서튼과 말론 영이 다시 참여했다. 그리고 싱글 <Safari Song>을 10월에 발매했다.
9월 7일 그레타 반 플릿은 미시간 새기노에(이들의 고향에서 몇 분 거리) 있는 도우 이벤트 센터에서 열린 미시간 동향 출신인 밥 시거의 공연에서 오프닝을 담당했다. 2017년 11월에는 정규 앨범 녹음을 시작한다고 알렸고 2018년 중반 쯤으로 발매 예정일을 잡았다.

### 《Anthem of the Peaceful Army》(2018-2019년)
2018년 3월 4일 엘튼 존의 아카데미 어워드 파티에서 엘튼 존의 개인적 초청을 받아 그레타 반 플릿은 그의 곡 <Saturday Night's Alright for Fighting>과 함께 자신들의 곡 <You're the One>을 불렀다. 공연 후 엘튼 존은 이들에게 공연할 때 더 극적이고 화려한 의상을 입으라는 조언을 했다고 한다. 7월 26일에는 지미 팔론의 투나잇 쇼에 출연하여 발매 예정인 데뷔 앨범에 들어갈 곡 <When the Curtain Falls>을 연주하며 TV 데뷔를 했다.
이들의 정규 데뷔 앨범 《Anthem of the Peaceful Army》는 2018년 10월 19일에 발매되었다. 조시 키스카에 따르면 앨범 제목은 시의 제목에서 따왔다고 한다. 데뷔한 주간에 미국에서 8만장을 팔며 빌보드 200차트에 3위로 곧장 올라섰다.
2018년 12월 그레타 반 플릿은 그래미 어워드 네 개 부문에 후보로 올랐다. 최우수 신인 아티스트와 <Highway Tune>으로 최우수 록 연주상, <Black Smoke Rising>으로 최우수 록 음악상, 그리고 《From the Fires》로 최우수 록 앨범상 부문이었고 그 중에서 앨범상을 수상했다.

### 《The Battle at Garden's Gate》(2020년-현재)
2020년 10월에 싱글 "My Way, Soon"이 출시되었고 함께 밴드가 자체 제작한 뮤직 비디오도 선보였다. 이들은 지난 2년간의 투어를 통해 눈을 뜨는 경험을 했다며 "자라나면서 점점 우리는 많은 것들로부터 보호막에 둘러쌓여 있었음을 깨닫게 되었다. 우리는 많은 것들을 모르고 있었다"고 했다. 이러한 경험들을 담은 두 번째 앨범 《The Battle at Garden's Gate》은 2021년 발매되었다.

## 음악 스타일

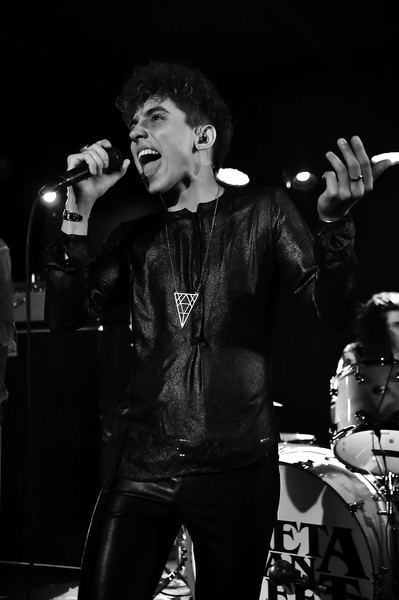
2017년 8월 24일 머큐리 라운지에서 조시 키스카

그레타 반 플릿의 음악은 하드 록이나 블루스 록으로 분류되고 있다. 네 명의 멤버 모두가 블루스를 좋아하지만 각자의 취향은 조금씩 달라서 제이크는 록앤롤, 샘은 재즈, 대니는 포크, 조시는 월드음악 쪽으로 기운다. 제이크는 한 인터뷰에서 "우리 삼형제는 부모님의 LP 판들을 들었는데 블루스와 포크 음악들이 있었다"고 했고 샘은 "우리는 처음부터 록앤롤 밴드가 되려고 한 것은 아니었다. 그저 우리가 함께 음악을 연주하자 그런 사운드가 나온 것이다"라고 했다. 작곡은 멤버들 중 누군가가 컨셉트를 잡으면 다 함께 곡을 완성한다. 대니에 의하면 많은 곡들이 최종적으로 모습을 갖추기 전 처음에는 일단 포크송 스타일로 시작한다고 한다.
그레타 반 플릿은 종종 레드 제플린과 비교되고는 한다. 이에 대해 제이크는 "...1년간 정말 미친듯이 지미 페이지에 대해 연구를 했었는데 거의 그가 어떤 생각인지까지도 알 정도였고"고 했는데 한편 그는 피트 타운센드 같은 다른 클래식 록 기타리스트도 그런 방식으로 연구했다고 한다. 또한 로버트 플랜트와의 비교에 대해 조시는 분명 영향을 받았다면서 "하지만 내가 추구하는 방향은 다르다"고 했다. 그는 고등학생이 되기 전까지 레드 제플린이 누군지도 몰랐으며 그의 노래 스타일은 밴드 연주들 가운데서 자신의 소리가 들리도록 하기 위해 애쓰다가 어느날 갑자기 자연스레 나온 것이라고 했다. 한편 로버트 플랜트는 2018년 3월 인터뷰에서 그레타 반 플릿이 좋아하는 최근 밴드들 중 하나라며 "그들은 레드 제플린 1집이다"라고 했고 보컬 조시에 대해서는 "멋진 청년 보컬이다"라고 평했다.
제이크에게 영향을 준 기타리스트들로는 존 리 후커, 엘모어 제임스, 버트 잰쉬, 에릭 클랩튼, 키스 리처즈 등이 있으며 대니에게 영향을 준 드러머들로는 카마인 어파이스, 존 본햄, 미치 미첼, 마이클 슈레브 등이,  샘이 좋아하는 베이스 연주자들은 모타운 세션 베이시스트인 제임스 제이머슨이다. 조시 키스카는 조 카커의 무대에서의 익살스러움과 움직임을 모방해 왔다.

## 멤버
현재
- 조시 키스카 (Josh Kiszka) – 리드 보컬 (2012년–현재)
- 제이크 키스카 (Jake Kiszka) – 기타, 백보컬 (2012년–현재)
- 샘 키스카 (Sam Kiszka) – 베이스 기타, 키보드, 백보컬 (2012년–현재)
- 대니 와그너 (Danny Wagner) – 드럼, 백보컬 (2013년–현재)[54]

이전
- 카일 하우크 (Kyle Hauck) – 드럼 (2012–2013년)[55][56]

## 음반
- Anthem of the Peaceful Army (2018년)
- The Battle at Garden's Gate (2021년)
- Starcatcher (2023년)

## 수상경력
프리데릭
| 연도 | 후보                        | 수상 부문          | 결과 |
| ---- | --------------------------- | ------------------ | ---- |
| 2019 | Anthem of the Peaceful Army | 최우수 해외 앨범상 | 수상 |

그래미 어워드
| 연도 | 후보                 | 수상 부문        | 결과 |
| ---- | -------------------- | ---------------- | ---- |
| 2019 | 그레타 반 플릿       | 최우수 신인상    | 후보 |
| 2019 | "Highway Tune"       | 최우수 록 연주상 | 후보 |
| 2019 | "Black Smoke Rising" | 최우수 록 음악상 | 후보 |
| 2019 | From the Fires       | 최우수 앨범상    | 수상 |

아이하트 라디오 뮤직 어워드
| 연도 | 후보        | 수상 부문       | 결과 |
| ---- | ----------- | --------------- | ---- |
| 2019 | Safari Song | 이 해의 록 음악 | 수상 |

라우드와이어 뮤직 어워드
| 연도 | 후보           | 수상 부문     | 결과 |
| ---- | -------------- | ------------- | ---- |
| 2017 | 그레타 반 플릿 | 최우수 신인상 | 수상 |